# Alkenyér község
Alkenyér (románul: Șibot) község Fehér megyében, Erdélyben, Romániában. Beosztott falvai Alkenyér (községközpont), Balomir, Bokajalfalu és Szarakszó.

## Fekvése
Fehér megye délkeleti részén, Hunyad megye szomszédságában helyezkedik el a Maros folyó középső szakaszán. Szomszédai: északon Bokajfelfalu község, délen Felkenyér, keleten Alsócsóra község és Maroskarna község, nyugaton Bencenc. A megye központjától, Gyulafehérvártól 27 kilométer, Kudzsirtól 13 kilométer, Szászvárostól 12 kilométer távolságra található.

## Népessége
1850-től a népesség alábbiak szerint alakult:
| Lakosok száma | 3399 | 2917 | 3236 | 3137 | 3204 | 3121 | 2564 | 2480 | 2236 | 2100 |
|               | 1850 | 1880 | 1900 | 1920 | 1941 | 1977 | 1992 | 2002 | 2011 | 2021 |

A 2002-es népszámlálás adatai alapján Alkenyér község népessége 2480 fő volt, míg a 2011-es népszámlálás szerint 2236 fő lakott a község területén. 2011-ben a következő volt a nemzetiségi megoszlás: 2058 fő (92,04%) román, 70 fő (3,13%) cigány, 1 fő egyéb, míg 107 fő (0,04%) ismeretlen nemzetiségű. Felekezeti szempontból a népesség összetétele a következő volt: 1984 fő (88,73%) ortodox, 41 fő (1,83%) Jehova tanúja, 26 fő (1,16%) görög rítusú római katolikus, 25 fő (1,12%) pünkösdista, 12 fő (0,54%) baptista, 129 fő (5,77%) egyéb felekezetű és 19 fő (0,75%) vallás nélküli.

## Nevezetességei
A község területéről az alábbi épületek szerepelnek a romániai műemlékek jegyzékében:
- az alkenyéri Istenszülő elszenderedése templom (AB-II-m-B-00364)
- az alkenyéri Kinizsi Pál-emlékmű (AB-III-m-B-00420)
- az Alkenyér központjában található kőkereszt (AB-IV-m-00421)
- a bokajalfalui kőtemplom romjai (AB-II-a-B-00180)

## Híres emberek
- Alkenyéren születtek Dózsa Farkas András (1902–1982) szobrászművész, ipari formatervező; Emil Turdeanu(wd) (1911–2001) román származású francia irodalomtörténész; Iosif Sârbu(wd) (1925–1964) sportlövő, Románia első olimpiai bajnoka.